# Марсельєза (фільм)
«Марсельєза» (фр. La Marceillaise) — французький історичний фільм-драма 1938 року, поставлений режисером Жаном Ренуаром.

## Сюжет
14 липня 1789 року герцог де Ларошфуко-Ліанкур повідомляє Людовика XVI, відпочиваючого після полювання про узяття Бастилії. У 1790 році в провансальському селі місцевий поміщик, у якого є право вершити суд у дрібних справах, судить селянина, що розорився, за крадіжку голуба. Селянин ризикує потрапити на галери. Він втікає та зустрічається в горах з двома друзями з Марселя Арно і Бом'є, яким належить взяти участь у штурмі марсельного форту Святого Миколая. Потім вони разом вступлять у батальйон з п'яти сотень марсельців, який дійде до столиці та принесе парижанам «Бойовий гімн Рейнської армії», майбутню «Марсельєзу» — гімн, якому вдасться згуртувати навколо себе усіх французів.
У Парижі збираються федерати з усіх куточків країни; бійки і поєдинки спалахують на Єлисейських Полях і зупиняються лише на час дощу. Король невдоволений умовами Брунсвікського маніфесту (25 липня 1792), який має бути зачитаний перед Асамблеєю, але він поступається під тиском королеви та її радників. Бом'є вчиться їсти картоплю і зі своєю нареченою Луїзон відвідує на ярмарку виставу театру тіней. Королева готується до оборони Тюїльрі разом зі швейцарцями та вірними прибічниками, а король в цей час дегустує помідори — нову страву, привезену марсельцями, що припала йому до смаку.
Редерер, представник Паризької комуни, пояснює королеві, що є лише один спосіб врятувати його і сім'ю: король повинен піти разом з ним в Асамблею, «єдине, що народ поважає». Король погоджується. Після декількох спроб братання вибухають жорстокі бої в Тюїльрі. Бом'є смертельно поранений. Його наречена Луїзон прибігає до нього перед смертю. Біля Тюїльрі страчують аристократів. Редерер повідомляє про зречення короля. Арно та інші бійці Марсельського батальйону готуються виступити проти пруссаків біля Вальмі.

## У ролях
| • Луї Жуве               | … | Редерер           |
| • П'єр Ренуар            | … | Людовик XVI       |
| • Ліза Деламар           | … | Марія-Антуанетта  |
| • Леон Ларів             | … | Пікар             |
| • Вільям Аге             | … | Ларошфуко-Ліанкур |
| • Еліза Руїс             | … | мадам де Ламбаль  |
| • Марі-П'єр Сорде-Дантес | … | дофін             |
| • Івелін Оріоль          | … | дофіна            |
| • Надя Сибірська         | … | Луїзон            |
| • Андрекс                | … | Оноре Арно        |

| • Шарль Блаветт  | … | Жан Бом'є          |
| • Едмон Ардіссон | … | Жозеф Бом'є        |
| • Поль Дюллак    | … | Жавель             |
| • Адольф Отран   | … | барабанщик         |
| • Жорж Спанеллі  | … | Ла Шене            |
| • Жак Катлен     | … | капітан Ланглад    |
| • Еме Кларіон    | … | мосьє де Сен-Лоран |
| • Моріс Есканд   | … | поміщик            |
| • Гастон Модо    | … | доброволець        |
| • Жульєн Каретт  | … | доброволець        |

## Знімальна група
- Автори сценарію — Жан Ренуар, Карл Кох, Ніна Мартель-Дрейфус
- Режисер-постановник — Жан Ренуар
- Продюсер — Жан Ренуар
- Виконавчі продюсери — Андре Сеньє, Андре Звобода
- Оператори — Жан-Серж Бургуен, Ален Дуаріну, Жан-Марі Майоль, Жан-Поль Альфен, Жан Луї
- Композитор — Жозеф Косма, Анрі Совплан
- Монтаж — Маргаріт Ренуар
- Художники-постановники — Леон Барсак, Жорж Вакевич
- Художник по костюмах — Луї Граньє
- Художник-декоратор — Жан Перр'є

## Виробництво
Спочатку фільм фінансувався шляхом всенародної підписки, запущеній активістами лівих партій і Загальною конфедерацією праці. Після краху цієї системи фінансування фільм підхопила виробнича кінокомпанія традиційного типу.